# Nadja Brahe Andersen
Nadja Brahe Andersen (født 31. januar 2003) er en kvindelig dansk fodboldspiller, der spiller forsvar for HB Køge i Gjensidige Kvindeligaen.

## Karriere

### HB Køge
Hun har siden sommeren 2020, spillet for den danske ligaklub HB Køge og kom officielt på førsteholdet i juli 2021. I juni 2021 vandt hun, højest overraskende, det danske mesterskab og bryd samtidig en 19 årig lang stime i kvindeligaen. Hun var ligeledes aktuel i truppen, frem mod deltagelsen i UEFA Women's Champions League 2021-22.
Hun fik officielt debut på HB Køges førstehold den. 28. september 2020.